# 黑翼樸麗魚
黑翼樸麗魚為輻鰭魚綱鱸形目隆頭魚亞目慈鯛科的其中一種，分布於非洲愛德華湖及喬治湖流域，棲息深度4-8公尺，體長可達6.8公分，棲息在中底層水域，屬草食性，以藻類為食，生活習性不明。

## 擴展閱讀
維基物種上的相關：黑翼樸麗魚